# Franc Kangler

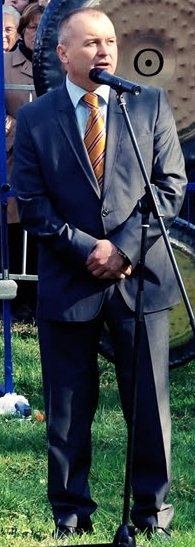
Franc Kangler 2010

Franc Kangler (* 8. Juli 1965 in Maribor [deutsch: Marburg]) ist ein slowenischer Politiker (vormals SLS). Er war Parlamentsabgeordneter und von 2006 bis Ende 2012 Bürgermeister von Maribor.

## Leben
Kangler wuchs im Marburger Vorort Duplek auf. Vor seiner politischen Karriere war er Polizist und arbeitete nach der Unabhängigkeit Sloweniens im Innenministerium. 1996 wurde Franc Kangler für die Slowenische Volkspartei in die slowenische Staatsversammlung gewählt. Er behielt seinen Sitz auch nach den Wahlen 2000 sowie 2004 und blieb es, bis er 2007 zurücktrat, um sein neues Bürgermeisteramt professioneller auszuüben. Im Parlament führte Kangler zeitweise den Verkehrsausschuss und war zehn Jahre lang Teil der slowenischen Delegation in der Parlamentarischen Versammlung der NATO.
Auf lokaler Ebene kam Franc Kangler 2002 in den Stadtrat von Maribor. 2006 wurde er überraschend zum Bürgermeister der zweitgrößten Stadt Sloweniens gewählt, 2010 gewann Kangler die Wiederwahl schon im ersten Wahlgang. Bereits in seiner ersten Amtszeit kam es zu Kontroversen über Kanglers Amtsführung. Korruptionsvorwürfe gipfelten in einer polizeilichen Durchsuchung des Rathauses sowie Kanglers Privathaus und dessen vorläufiger Festnahme, zu einer Anklage führten die Ermittlungen jedoch nicht. Im Haushalt der Stadt Marburg zeichnet Kangler für ein 10-Millionen-Euro-Defizit verantwortlich, mitverursacht durch die kostenintensive Erneuerung von Sportstätten wie den Fußballstadion Ljudski vrt. Dagegen hatte die Kultur für den bekannten Unterstützer von NK Maribor keinen großen Stellenwert, obwohl Maribor 2012 Kulturhauptstadt Europas wurde.
Am 26. November 2012 forderten rund 8000 Demonstranten zum wiederholten Mal den Rücktritt von Bürgermeister Franc Kangler, wobei es zu gewalttätigen Ausschreitungen kam. Er lehnte zunächst einen vorzeitigen Amtsverzicht strikt ab, gab jedoch nach weiteren Protesten am 6. Dezember bekannt mit Jahresende aus dem Bürgermeisteramt auszuscheiden. Am 31. Dezember folgte der versprochene Rücktritt.
Kangler will jedoch weiter im Staatsrat, der zweiten Parlamentskammer Sloweniens, bleiben, in den er Mitte November 2012 aufgenommen wurde. Dieser Posten gibt ihm Politische Immunität und schützt vor Strafverfolgung, war jedoch ausschlaggebend für die folgenden heftigen Bürgerproteste. Die Slowenische Volkspartei hatte Kangler inzwischen ausgeschlossen.